# Bren könnyű géppuska
A Bren könnyű géppuska csehszlovák licenc alapján Angliában, Kanadában készített fegyver volt az 1930-as évektől egészen 1991-ig. Hatásos lőtávolsága 550 méter. A név a Brno és az Enfield településnevek összevonásából ered. A fegyver csehszlovák változata a ZB vz. 26 volt.

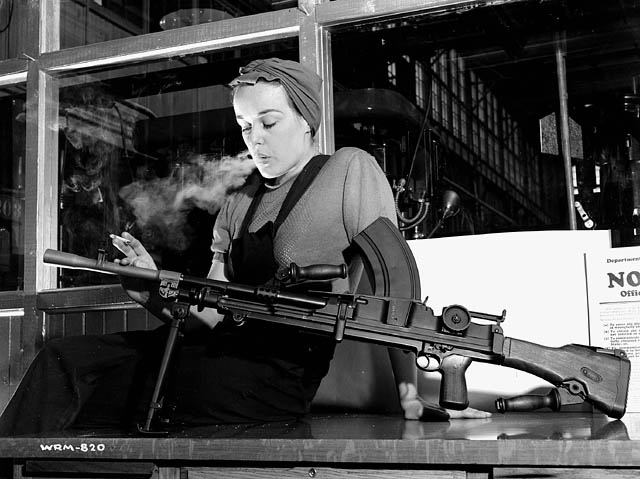
A "Ronnie, the Bren Gun Girl" néven ismertté vált Veronica Foster a kanadai John Inglis Co. Ltd. alkalmazottja egy Bren könnyű géppuska mellett a második világháború idején (1941)

## Műszaki jellemzői
A folyamatos tüzelés során a fegyvernek felforrósodott a csöve, ezért azt cserélni kellett. A korra jellemző típushiba itt is jelentkezett, hiszen hajlamos volt a beragadásra, ezért 1-2 tölténnyel kevesebbre töltötték a tárait. 100-as dobtárral használták légvédelmi célokra és felszerelték harcjárművekre is. Könnyű volt célzott lövést leadni vele és csekély volt a szórása.